# Annona frutescens
Annona frutescens är en kirimojaväxtart som beskrevs av Robert Elias Fries. Annona frutescens ingår i släktet annonor, och familjen kirimojaväxter. Inga underarter finns listade i Catalogue of Life.